# Hermó de Trezè
Hermó (en grec antic: Ἕρμων, llatí: Hermon) fou un escultor grec natural de Trezè que va fer una estàtua d'Apol·lo i estàtues de fusta dels Dioscurs, al temple d'Apol·lo de la seva ciutat natal. La seva època és desconeguda, però segurament correspon al segle v aC o abans, segons diu Pausànias, que descriu les obres.